# Віктор Орта
Вікто́р Орта́ (фр. Victor Horta; 6 січня 1861, Гент, Бельгія — 8 вересня 1947, Брюссель, Бельгія) — бельгійський архітектор, один із засновників стилю модерн (art nouveau) в архітектурі. Чотири брюссельських споруди — всі житлові будинки авторства Орта включені в список об'єктів Світової спадщини ЮНЕСКО в Бельгії.

## З життя і творчості

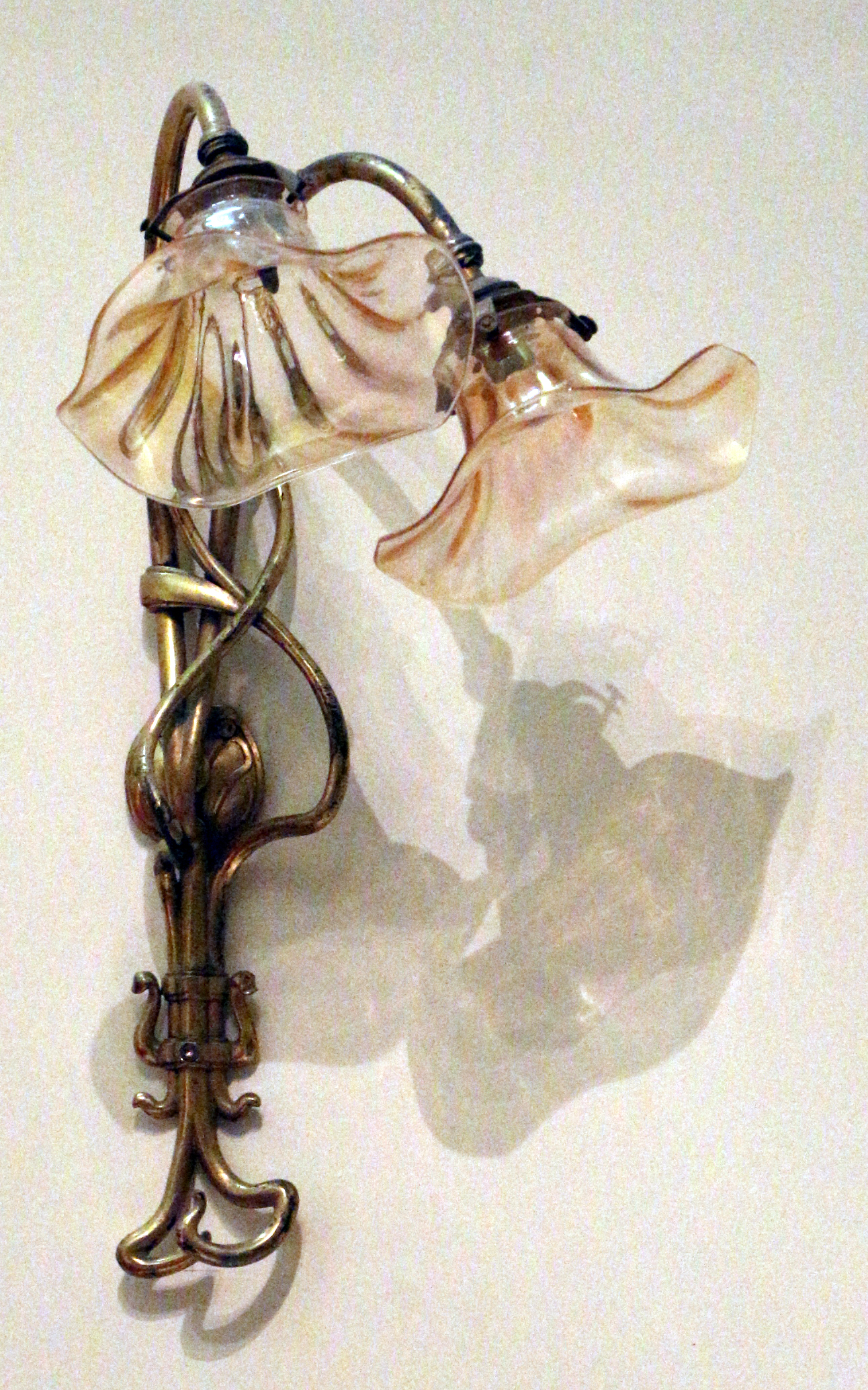
Лямпа, дизайн В. Орта 1903 року.

Віктор Орта народився 6 січня 1861 року в бельгійському місті Генті. У юнацькі роки поїхав до Франції. У Парижі вивчав прикладні ремесла і технології, працював декоратором.
У 1880 році помер батько Віктора і він повернувся в Бельгію. У Брюсселі Орта навчався в Академії мистецтв. Придворний архітектор короля Леопольда II Альфонс Бала найняв молодого Віктора Орта для зведення палацових оранжерей (Greenhouses of Laeken).
Від 1885 року — Орта самостійно збудував декілька приватних будинків, а трохи згодом віддав перевагу зведенню громадських будівель.
Починаючи з 1892 року Віктор Орта спроектував і спорудив у стилі модерн будинок професора Едмона Тасселя (1893), що вважається першою у світі спорудою в стилі модерн і викликав цілу хвилю наслідування; у Схарбеку займався зведенням будинку Отрік, а також брюссельських будинків, що увійшли до списку ЮНЕСКО: будинок Сольвей, свій власний будинок (зараз музей Віктора Орта), будинок ван Етвельде.
У 1897 році Орта здійснював будівництво Народного дому (був зруйнований в 1950-х) у більш стриманому і раціональнішому стилі.
У 1928 році провадив будівництво музею в Турне та Палацу мистецтв у бельгійській столиці.
Під час окупації Бельгії німцями Орта жив у Великій Британії та США. Повернувшись у Брюссель, активно продовжував працювати.
Віктор Орта помер 8 вересня 1947 року в Брюсселі.

## Галерея робіт Орта

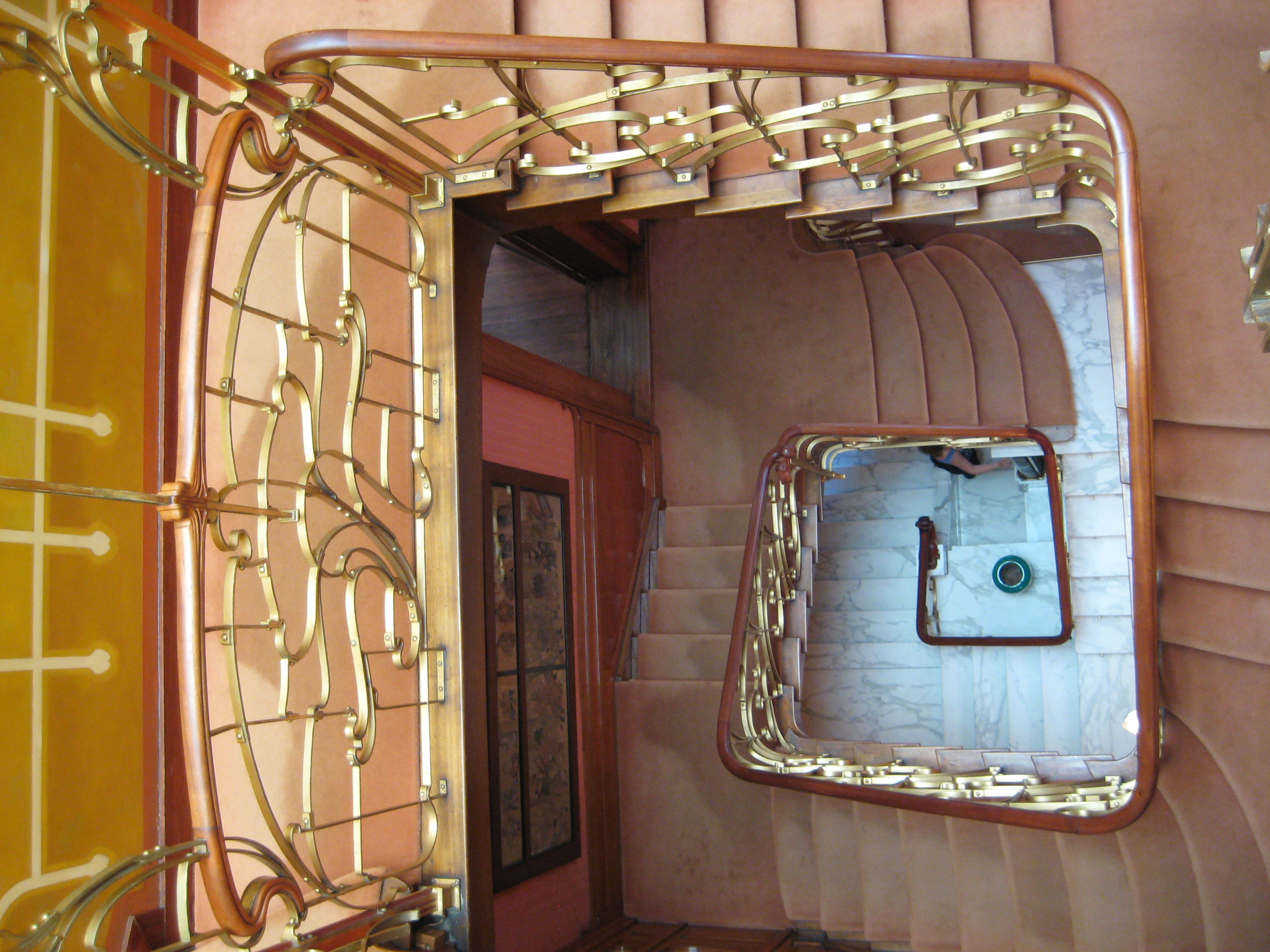
Музей Віктора Орта, декоративні ґратки сходової клітки
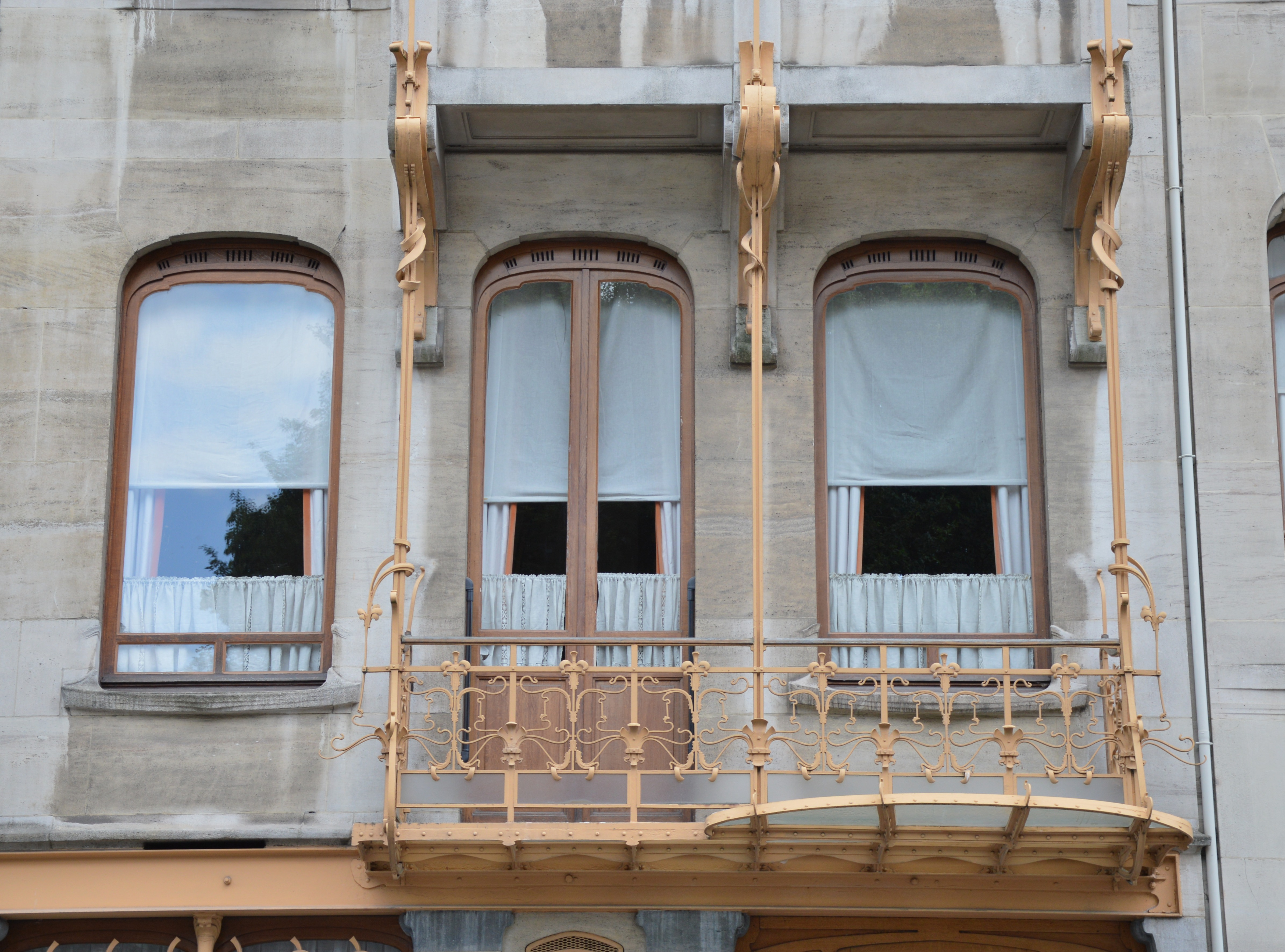
Музей Віктора Орта, деталі фасаду.
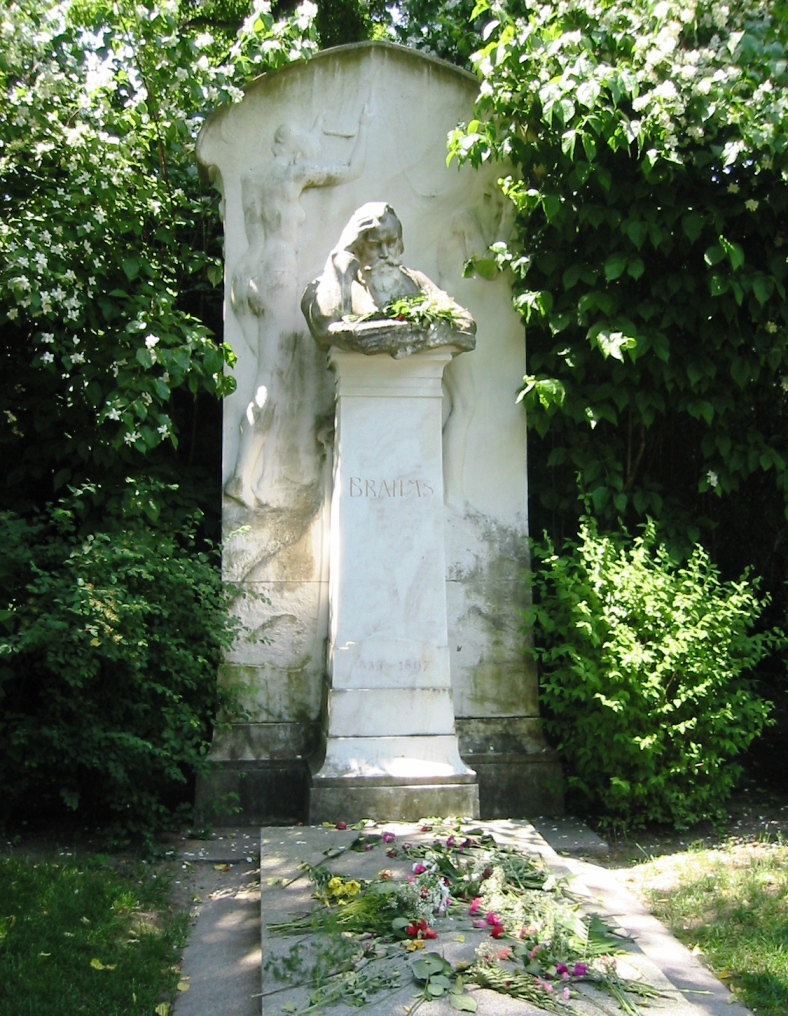
Надгробок композитора Брамса.
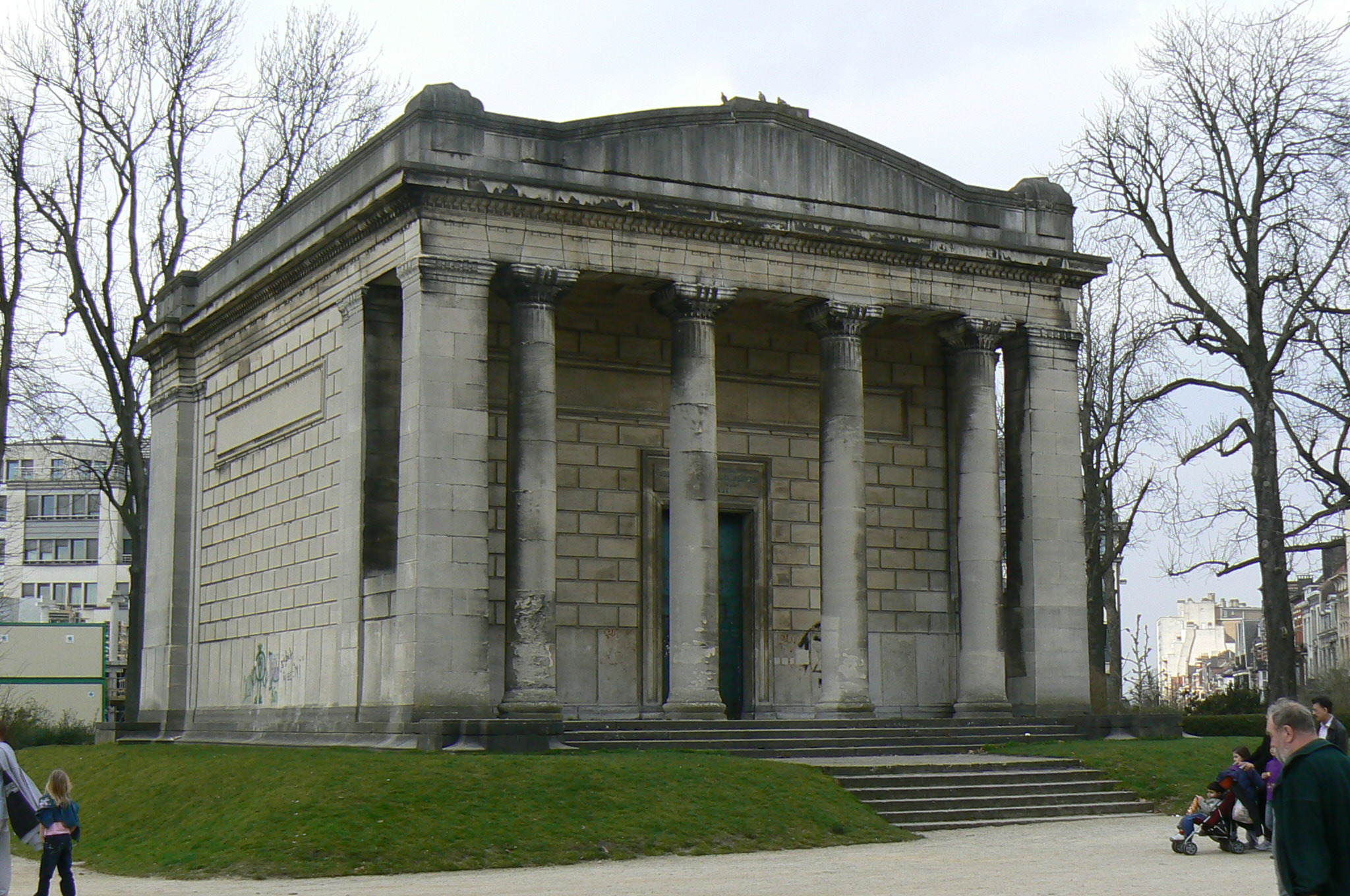
Арх. Віктор Орта. Павільйон для рельєфів «Пристрасті людські», скульптор Жозеф Ламбо.